# Załoga G (film)
Załoga G (ang. G-Force, 2009) – amerykański film fabularno-animowany wykonany przy pomocy techniki komputerowej. Film opisuje przygody świnek morskich, będących agentami.
Premiera filmu w polskich kinach odbyła się 14 sierpnia 2009 roku.

## Fabuła
Załoga świetnie wyszkolonych świnek morskich podejmuje się niebezpiecznej misji. Wyposażone w najnowocześniejsze gadżety zwierzaki to: Darwin – ambitny przywódca grupy, Walczak  – odpowiadający za transport, uzbrojenie i ekstremalne rozwiązania i Juarez – pełna wdzięku specjalistka sztuk walki, a także szpieg-mucha Plujka i Brylus – kret pracujący w cyberwywiadzie. Ten zgrany zespół musi za wszelką cenę powstrzymać pewnego multimilionera, który chce zawładnąć światem za pomocą odpowiednio zaprogramowanego sprzętu gospodarstwa domowego. Darwin ze swoją załogą wyrusza na misję. Ma na widoku każdy ruch Sabera z pomocą Plujki. Włamuje się do komputera milionera i kopiuje wszystkie dane. Załoga wraca do laboratorium. Ich ludzki trener, Ben przedstawia różne sprzęty członkom FBI, gdy Brylus pokazuje dane z czipa, ukradkiem instaluje program detonujący w czipie. Zamiast informacji o planach milionera jest reklama sokowirówek Saber.
Członkowie FBI są wściekli za to, że bez nakazu nielegalnie podjęli się misji. Próbują złapać trójkę świnek morskich i kreta. Załoga ucieka do klatki, której Brylus panicznie się boi. Po wepchnięciu go, klatka zatrzaskuje się. Zwierzaki zostają odwiezione do sklepu zoologicznego, dzieląc klatkę z świnką morską Kędziorem i chomikiem Bysiem. Brylus udając martwego zostaje wrzucony do śmieciarki. Pozostali myślą, że nie żyje. Do sklepu przychodzą klienci. Kupują Walczaka i Huarez. Darwin i Kędzior zostają z Bysie, który brany za fretkę mówi, że jest chomikiem czystej krwi. Nocą Darwin słysząc jakieś szmery przechodzi przez granicę Bysia i odkrywa jego tajemnicę – klapkę, dzięki której świnkom udaje się uciec ze sklepu. Walczak i Huarez uciekają z rąk nieznośnych dzieciaków. Wszyscy spotykają się u Bena. On opowiada im prawdę o ich prawdziwym pochodzeniu. Okazuje się, że wszyscy są zwykłym świnkami morskimi, a Kędzior jest bratem Darwina. Saber układa plan z panem Yansho. Załoga wraz z Kędziorem wyruszają by wprowadzić wirusa do komputera. Darwin zostaje odcięty od reszty grupy i sam kontynuuje zadanie. Przed owym komputerem siedzi Brylus, który podawał się za Mr.Yansho. To on przeprogramował roboty kuchenne na złe sprzęty. Darwin uświadamia mu, że niszczenie ludzkości nic nie zdziała. Brylus ulega jego namowom. Załoga dostaje odznaki i zostają pełnoprawnymi super-agentami, a Brylus za karę, ze wszystkich urządzeń na świecie usuwa czipy, które sam zamontował. Ben kupuje Bysia, który z kolegami zostają także agentami.

## Bohaterowie
- Darwin – przywódca grupy, cieszy się poważaniem wśród przyjaciół. Zna się dobrze na gadżetach i akcjach. Ben przygarnął go, ponieważ został odrzucony przez rodziców jako najsłabszy z miotu. Zbyt często próbuje dowiedzieć się, czy Juarez się nim interesuje.
- Juarez – zawadiacka dziewczyna, jedyna w zespole. Ben kupił ją w przydrożnym barze. Wolny od walki czas zostawia na czatowanie po forach i wygłaszanie swojego ulubionego motta: „Interesuję się tym, który się mną nie interesuje”. Tak naprawdę podoba się jej Darwin.
- Walczak (ang. Blaster) – maniak adrenaliny, uwielbia ekstremalne przygody. Ben uratował go, gdy testowano na nim żele do włosów. Potrafi działać sam (i lubi to robić) jeśli trzeba. Czasem jest zbyt rozbawiony, by kontynuować misję.
- Brylus (ang. Speckles) – kret (gwiazdonos), który nosi okulary (wynalazek Bena). Ben uratował go, gdy był bliski śmierci. Świetnie zna się na technice i elektronice, odnajduje się nawet w najbardziej trudnych sytuacjach. Kiedy cała Załoga G znalazła się w sklepie zoologicznym Brylus udawał zdechłego, żeby go wypuścili, ale został owinięty w siatkę i wrzucony do śmieciarki. Reszta załogi myślała, że ta go zgniotła, ale on ocalał w puszce.
- Kędzior (ang. Hurley) – brat Darwina, wyluzowany żółtodziób – najbardziej na świecie lubi słodkie torty. Nie potrzeba mu nic ponad to, co znajdzie w swojej klatce.
- Bysio (ang. Bucky) – chomik cierpiący najprawdopodobniej na zaburzenia maniakalno-psychiczne, który prowokuje Kędziora do przejścia urojonej granicy swojego terytorium. Jego babcia rzekomo była fretką. Kiedy zamykał się w „swoim domku” podjadał orzechy. To on odkrył „klapkę” w klatce, dzięki której mogli uciec.
- Myszki – mieszkające w sąsiedniej klatce, myszki zawsze, gdy ktoś mówił do nich jakieś zdanie, one odpowiadały na nie ostatnim wypowiedzianym przez niego słowem.
- Plujka (ang. Mooch) – mucha, która pracuje jako szpieg. Ma na swoim tułowiu nanokamerki, które obracają się o 360°. Czasami nie spełnia całej misji, jeśli zobaczy choć gram czegoś słodkiego.
- Ben – człowiek, który „odnalazł” i „zbudował” Załogę G. Zbudował im wszystkie sprzęty i zaopiekował się nimi.

## Wrogowie
- Saber – człowiek, który zbudował sprzęty AGD, które same się porozumiewają, ale nie wiedział, że te maszyny zostały „podrasowane” przez Brylusa.
- Brylus (ang. Speckles) – podwójny agent, który w dzieciństwie został złapany z rodziną, a wtedy jego ojciec, nakazał mu, by gdy byłaby taka możliwość, „rzucił ludzkość na kolana”. Instalował czipy maszynom, które później automatycznie zmieniały się w mordercze maszyny mające u celu unicestwienie ludzi. Kiedy wiele tych urządzeń się połączyło powstał Clusterstorm. Brylus sterował nim od wewnątrz. Nie jest zły, tylko skrzywdzony przez los i pragnął pomsty.

## Obsada
Dubbing
- Sam Rockwell – Darwin
- Penélope Cruz – Juarez
- Tracy Morgan – Walczak
- Jon Favreau – Kędzior
- Steve Buscemi – Bysio
- Nicolas Cage – Brylus
- Dee Bradley Baker – Plujka

Live action
- Bill Nighy – Leonard Saber
- Will Arnett(inne języki) – Kip
- Zach Galifianakis – Ben
- Kelli Garner – Marcie
- Niecy Nash(inne języki) – Rosalita
- Loudon Wainwright III – Dziadek Goodman
- Tyler Patrick Jones(inne języki) – Connor Goodman
- Piper Mackenzie Harris – Penny Goodman
- Chris Ellis(inne języki) – Dyrektor NSA
- Gabriel Casseus(inne języki) – Carter
- Justin Mentell – Terrell

## Wersja polska
Wersja polska: Sun Studio Polska

Reżyseria: Wojciech Paszkowski

Dialogi polskie: Jan Wecsile

Dźwięk i montaż: Anna Żarnecka, Jarosław Wójcik

Kierownictwo produkcji: Beata Jankowska, Urszula Nowocin

Mix studio: Shepperton International

Opieka artystyczna: Mariusz Arno Jaworowski

Produkcja polskiej wersji językowej: Disney Character Voices International, Inc.
W wersji polskiej udział wzięli:
- Andrzej Zieliński – Darwin
- Jarosław Boberek – Walczak
- Arkadiusz Jakubik – Brylus
- Anna Przybylska – Juarez
- Tomasz Steciuk – Bysio
- Cezary Żak – Ben
- Miłogost Reczek – Saber
- Grzegorz Pawlak – Kędzior
- Modest Ruciński – Killian
- Agnieszka Judycka – Marcie
- Tomasz Kozłowicz – Carter
- Wojciech Rotowski – Connor
- Monika Węgiel – Rosalita
- Wiktoria Gąsiewska – Penny
- Karol Wróblewski – Terrell
- Mirosław Zbrojewicz – Trigstad

oraz
- Anna Gawryś
- Agnieszka Jańczyk
- Ewa Kania
- Olga Morawska
- Barbara Orawińska
- Karolina Solczak
- Anna Szafrańska
- Anna Zapert
- Paweł Borawski
- Paweł Bukrewicz
- Grzegorz Cieśla
- Marcin Dąbkowski
- Jarosław Domin
- Jan Gimeza
- Zbigniew Konopka
- Bartłomiej Kossakowski
- Dariusz Kowalski
- Łukasz Muszyński
- Marek Robaczewski
- Joachim Snoch
- Tomasz Zapert
- Wojciech Paszkowski − dyrektor FBI

i inni